# Póvoa de Penela
Póvoa de Penela es una freguesia portuguesa del concelho de Penedono, con 9,28 km² de superficie y 432 habitantes (2001). Su densidad de población es de 46,6 hab/km².